# بخش برتا، شهرستان تاد، مینه سوتا
بخش برتا (به انگلیسی: Bertha Township) یک منطقهٔ مسکونی در ایالات متحده آمریکا است که در شهرستان تاد، مینه‌سوتا واقع شده‌است.
 بخش برتا ۹۱٫۸ کیلومتر مربع مساحت و ۳۹۷ نفر جمعیت دارد و ۴۳۳ متر بالاتر از سطح دریا واقع شده‌است.